# Romy and Michele's High School Reunion
Romy and Michele's High School Reunion is een Amerikaanse komische film uit 1997 van David Mirkin met in de titelrollen Mira Sorvino en Lisa Kudrow.

## Verhaal
Romy White (Mira Sorvino) en Michele Weinberger (Lisa Kudrow), beide 28, wonen in Los Angeles en hebben weinig van hun leven gemaakt. Hun voormalige klasgenoot Heather (Janeane Garofalo) vertelt Romy dat er binnenkort een reünie zal zijn van hun oude middelbare school in Tucson (Arizona), waar ze weinig populair waren. In een wanhopige poging om indruk te maken besluiten ze zich voor te doen als geslaagde zakenvrouwen, maar dit loopt fout en ze worden weer, net als vroeger, vernederd door de "A-Group girls", een kliekje onder leiding van Christie (Julia Campbell). Dan arriveert Sandy Frink (Alan Cumming), een studiebol die destijds verliefd was op Michele en nu miljardair is.

## Rolverdeling
| Acteur            | Personage          | Opmerkingen                                |
| ----------------- | ------------------ | ------------------------------------------ |
| Mira Sorvino      | Romy White         |                                            |
| Lisa Kudrow       | Michele Weinberger |                                            |
| Janeane Garofalo  | Heather Mooney     | voormalig medeleerling van Romy en Michele |
| Julia Campbell    | Christy Masters    | idem                                       |
| Alan Cumming      | Sandy Frink        | idem                                       |
| Vincent Ventresca | Billy Christensen  | idem, nu Christy's echtgenoot              |

## Prequel
In mei 2005 was op ABC Family de televisiefilm Romy and Michele: In the Beginning te zien, een prequel die begint op het moment dat Romy en Michele (hier gespeeld door respectievelijk Katherine Heigl en Alex Breckenridge) de middelbare school verlaten. Deze uitzending viel slecht bij zowel critici als kijkers.